# Urdsgjallar
Urdsgjallar är Teknologföreningens nationshus, vilket ligger på Aalto-universitetet campusområdet i Otnäs i Esbo i Finland. Byggnaden stod färdig 1966, och den ritades av Kurt Moberg utifrån det vinnande förslaget Bacci Tempus. 

## Bakgrund
Namnet kommer från nordisk mytologi. Där dricker Valhalls einhärjar öl ur dryckeshornet Urdsgjallar, som det är valkyrian Sköguls uppgift att hålla fyllt. Formen på huset påminner om ett dryckeshorn.
Urdsgjallar togs i bruk samtidigt som sin granne Dipoli, Tekniska högskolans studentkårs byggnad, ritad av Reima Pietilä. Båda byggnaderna representerar 1960-talets fria formarkitektur i brutalism. Förutom den skulpturala formen är det mest igenkännande inslaget användningen av platsgjuten betong i fasader och interiörer. Urdsgjallar är känd för att ha konstruerats utan några räta vinklar.
Sedan färdigställandet har byggnaden använts av Teknologföreningen. I byggnaden finns också en studentrestaurang och med invigning 1991 har gjorts en större utbyggnad med en köksflygel. 
Från andra hälften av 2010-talet har ägaren Teknologföreningen diskuterat att riva byggnaden och i stället uppföra studentbostäder på tomten, bland annat mot bakgrund av att byggnaden är i behov av en grundlig och dyrbar renovering. Föreningen har också diskuterat att medverka i byggandet av nya föreningslokaler som en del av ett nytt studentkårhus, "Träffpunkt Aalto", nära Aalto-universitetets metrostation. År 2023 beslöt man ändå att byggnaden skall bevaras och renoveras.